# Benedict (Kansas)
Benedict é uma cidade localizada no estado americano de Kansas, no Condado de Wilson.

## Demografia
Segundo o censo americano de 2000, a sua população era de 103 habitantes. 
Em 2006, foi estimada uma população de 100, um decréscimo de 3 (-2.9%).

## Geografia
De acordo com o United States Census Bureau tem uma área de 
0,4 km², dos quais 0,4 km² cobertos por terra e 0,0 km² cobertos por água.

## Localidades na vizinhança
O diagrama seguinte representa as localidades num raio de 20 km ao redor de Benedict. 